# Lista över arbetslivsmuseer i Gotlands län
Här följer en förteckning över arbetslivsmuseer i Gotlands län.

## Gotlands län
| Namn                                              | Typ av museum                           | Kommun, ort             | Adress Koordinat                                    | ID-nr | Bild                                                                                        |
| ------------------------------------------------- | --------------------------------------- | ----------------------- | --------------------------------------------------- | ----- | ------------------------------------------------------------------------------------------- |
| Herrviks Museum                                   |                                         | Gotland, Herrvik        | 57.4221, 18.91747                                   | 4614  | Ladda upp en till bild av detta arbetslivsmuseum                                            |
| Gotlands försvarsmuseum                           |                                         | Gotland, Tingstäde      | Förrådsvägen 4 57.73527, 18.6119                    | 4570  | Se fler bilder av detta arbetslivsmuseum · Ladda upp en till bild av detta arbetslivsmuseum |
| Föreningen Gotlandståget, järnvägsmuseet i Dalhem | Museijärnväg                            | Gotland, Dalhem         | Hesselby station 57.54492, 18.53282                 | 1454  | Se fler bilder av detta arbetslivsmuseum · Ladda upp en till bild av detta arbetslivsmuseum |
| Gotlands fiskerimuseum Kovik                      |                                         | Gotland, Klintehamn     | Kovik 57.4077, 18.15917                             | 1456  | Ladda upp en till bild av detta arbetslivsmuseum                                            |
| Gotlands lantbruksmuseum                          | Bondgård                                | Gotland, Spenarve       | Spenarve 57.15708, 18.33267                         | 1457  | Ladda upp en till bild av detta arbetslivsmuseum                                            |
| Bläse Kalkbruk                                    | Produktionsmuseum                       | Gotland, Bläse          | Bläse, Fleringe 57.8946, 18.83933                   | 1450  | Se fler bilder av detta arbetslivsmuseum · Ladda upp en till bild av detta arbetslivsmuseum |
| Bunge skolmuseum, Bungemuseet                     | Kulturhistoriskt museum, friluftsmuseum | Gotland, Fårösund       | Hägurbunge 57.85378, 19.02849                       | 1451  | Se fler bilder av detta arbetslivsmuseum · Ladda upp en till bild av detta arbetslivsmuseum |
| Dunbodi                                           | Lanthandelsmuseum                       | Gotland, Dalhem         | Dunbodi, Dalhem 57.55882, 18.55713                  | 1452  | Se fler bilder av detta arbetslivsmuseum · Ladda upp en till bild av detta arbetslivsmuseum |
| Etelhems krukmakeri                               |                                         | Gotland, Etelhem        | Etelhem 57.34643, 18.4973                           | 1453  | Se fler bilder av detta arbetslivsmuseum · Ladda upp en till bild av detta arbetslivsmuseum |
| Ihre gård                                         |                                         | Gotland, Tingstäde      | Ihre gård, Hangvar 57.83168, 18.60878               | 1458  | Ladda upp en till bild av detta arbetslivsmuseum                                            |
| KA 3 förbandsmuseum                               |                                         | Gotland, Fårösund       | KA 3 område, franska kasernen 57.86635, 19.04995    | 1459  | Se fler bilder av detta arbetslivsmuseum · Ladda upp en till bild av detta arbetslivsmuseum |
| Albatrossmuseet                                   |                                         | Gotland, Katthammarsvik | Bygdegården Östergarn 57.39972, 18.90142            | 1449  | Ladda upp en till bild av detta arbetslivsmuseum                                            |
| Visby bilmuseum                                   |                                         | Gotland, Visby          | Skogsholm. Broväg 170 57.65158, 18.38627            | 1468  | Se fler bilder av detta arbetslivsmuseum · Ladda upp en till bild av detta arbetslivsmuseum |
| Vanges Museigård                                  |                                         | Gotland, Stånga         | Burs Vanges 903 57.21608, 18.51868                  | 1465  | Ladda upp en till bild av detta arbetslivsmuseum                                            |
| Wigströms verkstad                                |                                         | Gotland, Visby          | Klockgjutaregränd 3 57.63812, 18.29507              | 1467  | Se fler bilder av detta arbetslivsmuseum · Ladda upp en till bild av detta arbetslivsmuseum |
| Veteranbilsmuseet                                 |                                         | Gotland, Visby          | Kneippbygatan 8, Vibble, väg 140 57.60788, 18.25062 | 1466  | Ladda upp en till bild av detta arbetslivsmuseum                                            |
| Stenmuseum Kettelvik                              | Produktionsanläggning                   | Gotland, Kettelvik      | Kettelvik 56.94462, 18.15122                        | 1463  | Se fler bilder av detta arbetslivsmuseum · Ladda upp en till bild av detta arbetslivsmuseum |
| Museigården Petes                                 |                                         | Gotland, Havdhem        | Hablingbo Petes 634 57.1794, 18.17713               | 4887  | Ladda upp en till bild av detta arbetslivsmuseum                                            |
| Sojdesmuseet                                      |                                         | Gotland, Stånga         | Burs 57.24457, 18.5104                              | 1462  | Ladda upp en till bild av detta arbetslivsmuseum                                            |
| Slite industrimuseum                              |                                         | Gotland, Slite          | Skolgatan 23 57.7083, 18.80097                      | 4471  | Ladda upp en till bild av detta arbetslivsmuseum                                            |
| Slite sjöfartsmuseum                              |                                         | Gotland, Slite          | Slite hamn 57.70337, 18.80542                       | 4470  | Ladda upp en till bild av detta arbetslivsmuseum                                            |
| Tingstäde fästning                                |                                         | Gotland, Tingstäde      | Tingstäde Furbjärs 57.73557, 18.61098               | 4494  | Se fler bilder av detta arbetslivsmuseum · Ladda upp en till bild av detta arbetslivsmuseum |
| Lärbro krigssjukhus                               | Sjukvårdsmuseum                         | Gotland, Lärbo          | 57.79315, 18.78593                                  | 4276  | Se fler bilder av detta arbetslivsmuseum · Ladda upp en till bild av detta arbetslivsmuseum |
| Lärbro Bygdemuseum                                |                                         | Gotland, Lärbo          | Kappelshamnsvägen 14 57.79418, 18.7883              | 4892  | Ladda upp en bild av detta arbetslivsmuseum                                                 |

## Tidigare arbetslivsmuseer i Gotlands län
- S/S Justus i Klintehamn[1]
- Strandridaregården i Kyllaf[2]